# اسکندر یکم مقدونی
اسکندر یکم مقدونی (به یونانی: Ἀλέξανδρος ὁ Μακεδών) پادشاه مقدونیه باستان از ۴۹۸ پیش از میلاد تا زمان مرگش در سال ۴۵۴ پیش از میلاد بود و پس از او پسرش آلتسوس دوم جانشین وی شد.

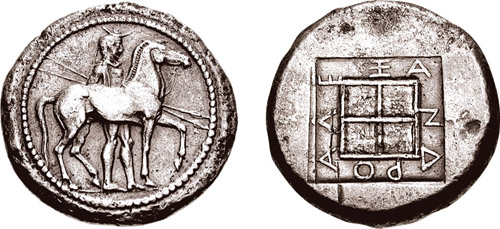
تترادراخما اسکندر یکم مقدونی.

او پسر آمینتاس اول پادشاه مقدونی و ملکه یوریداس بود و خواهری به نام جوجایا داشت. او خواهر خود را برای ازدواج با بوباس به ایران فرستاد. او به عنوان دست‌نشانده شاهنشاهی هخامنشی به سلطنت رسید. در سال ۴۹۲ پیش از میلاد به وسیله مبارزات مردونیه به یک بخش کامل از پادشاهی ایران تبدیل شد. در آن زمان اسکندر در سلطنت مقدونیه بود. اسکندر پس از شکست ایران در نبرد سالامیس در سال ۴۸۰ پیش از میلاد به عنوان نماینده مردونیه فرماندار ایران در طول مذاکرات صلح عمل کرد. هرودوت بعدها چندین بار از اسکندر به عنوان مردی که در طرف خشایارشا است یاد می‌کند.

## خانواده
اسکندر دارای چهار پسر و یک دختر به شرح زیر بود:
- فیلیپ
- استراتونیس
- منلایوس پدر آمینتاس دوم
- آلکتاس یکم پادشاه آینده مقدونیه
- پردیکاس دوم پادشاه آینده مقدونیه